# Atacurile din Rusia europeană (2022–prezent)
Incidente militare pe teritoriul Rusiei au fost înregistrate încă din primele zile ale invaziei Rusiei asupra teritoriului Ucrainei. La începutul lunii februarie 2022, oficialii americani au avertizat că Rusia intenționează să desfășoare o serie de operațiuni provocatoare de sabotaj sub „steag fals” pe propriul său teritoriu pentru a justifica agresiunea militară.
După începutul invaziei ruse, regiunile de graniță ale Rusiei au fost supuse bombardamentelor de răzbunare. În același timp, autoritățile nu se grăbesc să evacueze locuitorii care sunt în permanență sub foc, iar sistemele rusești de apărare aeriană preiau doar 20% din atacurile aeriene. Potrivit unor experți militari, acțiuni precum pregătirea adăposturilor și instalarea de apărări antiaeriene sunt orientative. Loviturile de represalii ale Forțelor Armate ale Ucrainei asupra depozitelor de petrol, depozitelor militare și bazelor de echipamente militare, inclusiv în adâncurile țării, limitează ușor dar totuși limitează capacitățile armatei ruse în Ucraina.

## Incidente
Atacul de la baza aeriană Millerovo a avut loc la 25 februarie 2022. Potrivit unor oficiali ucraineni, forțele militare ucrainene au atacat baza aeriană Millerovo cu rachete OTR-21 Tochka, distrugând o serie de avioane ale Forțelor Aeriene Ruse și dând foc bazei aeriene.
La 1 aprilie 2022, două elicoptere Mi-24 ucrainene au intrat în spațiul aerian rusesc la altitudine joasă și au lansat un atac cu rachete asupra depozitului de petrol Rosneft din Belgorod.
La 5 decembrie 2022 au fost raportate explozii la două baze aeriene din interiorul Rusiei: lângă Riazan, la sud-est de Moscova și la o bază aeriană militară rusă din regiunea Saratov, la aproximativ 600 de kilometri est de Ucraina.
În decembrie 2022 și ianuarie 2023, sistemele de apărare aeriană au apărut pe acoperișurile clădirilor din Moscova.